# Боб и Мајк Брајан
Роберт Чарлс „Боб“ Брајан (енгл. Robert Charles „Bob“ Bryan) и Мајкл Карл „Мајк“ Брајан (енгл. Michael Carl „Mike“ Bryan; Камарило, САД) браћа су близанци и бивши амерички тенисери, најбољи мушки дубл свих времена. Рођени су 29. априла 1978. с тим што је Мајк старији два минута.
Позицију број 1 заједно су држали укупно 438 недеља што је најдуже у историји дублова, а такође држе рекорд и по броју узастопних недеља на првом месту (139). Завршавали су годину као најбољи дубл планете чак десет пута. Током 2005. и 2006. поставили су рекорд опен ере такмичећи се у седам узастопних гренд слем финала у конкуренцији мушких парова.
На дан 12. августа 2019. забележили су 1100. победу као дубл, савладавши Жеремија Шардија и Фабриса Мартена у првом колу мастерса у Синсинатију. Након тријумфа на Вимблдону 2013. браћа Брајан су постали једини дубл у опен ери који је држао сва четири гренд слема истовремено као и једини дубл у историји који је у периоду од годину дана освојио титуле на сва четири гренд слема и олимпијско злато. Ово достигнуће у тенису познато је као некалендарски Златни слем које је по њима названо и златни Брајан слем.
Поред набројаног, једини су дубл који је освојио и све турнире мастерс 1000 серије (12 верзија 9 турнира, укупно 39), Завршни турнир сезоне (2003, 2004, 2009, 2014) и Дејвис куп (2007).
На АТП туру имају заједно освојених 119 титула и финала на још 59 турнира. Гренд слем турнире освајали су 16 пута што је рекорд опен ере и то: шест пута ОП Аустралије (2006, 2007, 2009, 2010, 2011 и 2013), два Ролан Гароса (2003, 2013), три Вимблдона (2006, 2011, 2013) и пет пута ОП САД (2005, 2008, 2010, 2012 и 2014).
Освајањем златне медаље на ОИ у Лондону 2012. комплетирали су каријерни Супер слем. Поседују и бронзану медаљу са ОИ у Пекингу 2008.
Браћа Брајан имају највише победа од свих америчких дублова у историји Дејвис купа са односом победа и пораза 25:5, укључујући четири победе из 2007. када су САД освојиле титулу.
Због својих резултата АТП их је прогласио најбољим дублом прве деценије 21. века.
Последњи пут на АТП туру наступили су у Делреј Бичу, у фебруару 2020. и по шести пут освојили титулу. Каријеру су званично завршили у августу исте године.

## Јуниорска каријера
Боб и Мајк су освојили свој први турнир заједно са шест година, на турниру за тенисере испод 10 година. Имали су врло успешну јуниорску каријеру, освојивши више од 100 турнира у конкуренцији парова заједно. Године 1991, су освојили америчко првенство за тенисере испод 14 године на тврдој, а 1992. на земљаној подлози. Резултат из 1992. поновили су и 1994, 1995. и 1996. године, постајући први тим у последњих 30 година који је освојио тај турнир три пута заредом. Боб и Мајк су постали први тим који је одбранио титулу на америчком првенству за тенисере испод 18 година.
Браћа Брајан освојили су јуниорско Отворено првенство САД 1996. Такође су освојили бронзану медаљу на Пан америчким играма у Винипегу, где су представљали САД по први пут као професионалци.
Због добрих резултата у основној и средњој школи, обојица су добили стипендије за универзитет у Станфорду 1996. године, и до 1998. су играли тенис за свој универзитетски тим. Године 1998. су били први тим на листи најбољих тениских дублова у такмичењу између универзитета.

## Приватни живот
Мајка Боба и Мајка Брајана, Кејти (рођена Блејк), бивша је америчка тенисерка. Четири пута је учествовала на Вимблдону, а достигла је и четвртфинале мешовитих парова на том турниру 1965. године. И даље подучава децу тенису. Њихов отац Вејн је адвокат, музичар и тениски тренер. Оба родитеља браће Брајан организују разне егзибиционе мечеве у добротворне сврхе.
Оба брата воле музику, а њихови омиљени извођачи су Триша Јирвуд, Џорџ Стрејт, Флитвуд Мек, U-2 и Дејв Метјуз Бенд. Такође су заједно оформили бенд: Мајк свира бубњеве, Боб клавијатуру, а њихов отац Вејн гитару. Тенисери и њихови пријатељи Енди Родик и Жан-Мишел Гамбил им се понекад придруже. Бенд је имао неколико наступа. Њихови омиљени филмови су Људи у црном и Глуп и глупљи, а глумци Адам Сендлер и Џон Ловиц.
Као своје омиљене тенисере издвајају Андреа Агасија, Тода Вудбриџа, Марка Вудфорда, Рика Лича и браћу Јенсен, Лука и Марфија. Њихов ритуал пред мечеве је увек исти доручак: два јаја, сецкано месо и тост. Такође један другог масирају.

## Гренд слем финала

### Као дубл партнери

#### Парови: 30 (16:14)
| Исход     | Бр. | Година | Турнир            | Подлога | Противници                       | Резултат                          |
| --------- | --- | ------ | ----------------- | ------- | -------------------------------- | --------------------------------- |
| Победници | 1.  | 2003.  | Ролан Гарос       | Шљака   | Пол Хархојс Јевгениј Кафељников  | 7:6(7:3), 6:3                     |
| Финалисти | 1.  | 2003.  | ОП САД            | Тврда   | Јонас Бјеркман Тод Вудбриџ       | 7:5, 0:6, 5:7                     |
| Финалисти | 2.  | 2004.  | ОП Аустралије     | Тврда   | Микаел Љодра Фабрис Санторо      | 6:7(4:7), 3:6                     |
| Финалисти | 3.  | 2005.  | ОП Аустралије (2) | Тврда   | Вејн Блек Кевин Улијет           | 4:6, 4:6                          |
| Финалисти | 4.  | 2005.  | Ролан Гарос       | Шљака   | Јонас Бјеркман Макс Мирни        | 6:2, 1:6, 4:6                     |
| Финалисти | 5.  | 2005.  | Вимблдон          | Трава   | Стивен Хас Весли Муди            | 6:7(4:7), 3:6, 7:6(7:2), 3:6      |
| Победници | 2.  | 2005.  | ОП САД            | Тврда   | Јонас Бјеркман Макс Мирни        | 6:1, 6:4                          |
| Победници | 3.  | 2006.  | ОП Аустралије     | Тврда   | Мартин Дам Леандер Паес          | 4:6, 6:3, 6:4                     |
| Финалисти | 6.  | 2006.  | Ролан Гарос (2)   | Шљака   | Јонас Бјеркман Макс Мирни        | 7:6(7:5), 4:6, 5:7                |
| Победници | 4.  | 2006.  | Вимблдон          | Трава   | Фабрис Санторо Ненад Зимоњић     | 6:3, 4:6, 6:4, 6:2                |
| Победници | 5.  | 2007.  | ОП Аустралије (2) | Тврда   | Јонас Бјеркман Макс Мирни        | 7:5, 7:5                          |
| Финалисти | 7.  | 2007.  | Вимблдон (2)      | Трава   | Арно Клеман Микаел Љодра         | 7:6(7:5), 3:6, 4:6, 4:6           |
| Победници | 6.  | 2008.  | ОП САД (2)        | Тврда   | Лукаш Длухи Леандер Паес         | 7:6(7:5), 7:6(12:10)              |
| Победници | 7.  | 2009.  | ОП Аустралије (3) | Тврда   | Махеш Бупати Марк Ноулс          | 2:6, 7:5, 6:0                     |
| Финалисти | 8.  | 2009.  | Вимблдон (3)      | Трава   | Данијел Нестор Ненад Зимоњић     | 6:7(7:9), 7:6(7:3), 6:7(3:7), 3:6 |
| Победници | 8.  | 2010.  | ОП Аустралије (4) | Тврда   | Данијел Нестор Ненад Зимоњић     | 6:3, 6:7(5:7), 6:3                |
| Победници | 9.  | 2010.  | ОП САД (3)        | Тврда   | Рохан Бопана Ајсам-ул-Хак Куреши | 7:6(7:5), 7:6(7:4)                |
| Победници | 10. | 2011.  | ОП Аустралије (5) | Тврда   | Махеш Бупати Леандер Паес        | 6:3, 6:4                          |
| Победници | 11. | 2011.  | Вимблдон (2)      | Трава   | Роберт Линдстед Орија Текау      | 6:3, 6:4, 7:6(7:2)                |
| Финалисти | 9.  | 2012.  | ОП Аустралије (3) | Тврда   | Леандер Паес Радек Штјепанек     | 6:7(1:7), 2:6                     |
| Финалисти | 10. | 2012.  | Ролан Гарос (3)   | Шљака   | Макс Мирни Данијел Нестор        | 4:6, 4:6                          |
| Победници | 12. | 2012.  | ОП САД (4)        | Тврда   | Леандер Паес Радек Штјепанек     | 6:3, 6:4                          |
| Победници | 13. | 2013.  | ОП Аустралије (6) | Тврда   | Робин Хасе Игор Сајслинг         | 6:3, 6:4                          |
| Победници | 14. | 2013.  | Ролан Гарос (2)   | Шљака   | Микаел Љодра Никола Маи          | 6:4, 4:6, 7:6(7:4)                |
| Победници | 15. | 2013.  | Вимблдон (3)      | Трава   | Иван Додиг Марсело Мело          | 3:6, 6:3, 6:4, 6:4                |
| Финалисти | 11. | 2014.  | Вимблдон (4)      | Трава   | Вашек Поспишил Џек Сок           | 6:7(5:7), 7:6(7:3), 4:6, 6:3, 5:7 |
| Победници | 16. | 2014.  | ОП САД (5)        | Тврда   | Марсел Гранољерс Марк Лопез      | 6:3, 6:4                          |
| Финалисти | 12. | 2015.  | Ролан Гарос (4)   | Шљака   | Иван Додиг Марсело Мело          | 7:6(7:5), 6:7(5:7), 5:7           |
| Финалисти | 13. | 2016.  | Ролан Гарос (5)   | Шљака   | Фелисијано Лопез Марк Лопез      | 4:6, 7:6(8:6), 3:6                |
| Финалисти | 14. | 2017.  | ОП Аустралије (4) | Тврда   | Хенри Континен Џон Пирс          | 5:7, 5:7                          |

### Боб Брајан

#### Мешовити парови: 9 (7:2)
| Исход     | Бр. | Година | Турнир                     | Подлога | Партнерка           | Противници                        | Резултат              |
| --------- | --- | ------ | -------------------------- | ------- | ------------------- | --------------------------------- | --------------------- |
| Финалиста | 1.  | 2002.  | Отворено првенство САД     | Тврда   | Катарина Среботник  | Лиса Рејмонд Мајк Брајан          | 6:7(9:11), 6:7(1:7)   |
| Победник  | 1.  | 2003.  | Отворено првенство САД     | Тврда   | Катарина Среботник  | Лина Красноруцкаја Данијел Нестор | 5:7, 7:5, [10:5]      |
| Победник  | 2.  | 2004.  | Отворено првенство САД (2) | Тврда   | Вера Звонарјова     | Алиша Молик Тод Вудбриџ           | 6:3, 6:4              |
| Финалиста | 2.  | 2006.  | Вимблдон                   | Трава   | Винус Вилијамс      | Вера Звонарјова Енди Рам          | 3:6, 2:6              |
| Победник  | 3.  | 2006.  | Отворено првенство САД (3) | Тврда   | Мартина Навратилова | Квјета Пешке Мартин Дам           | 6:2, 6:3              |
| Победник  | 4.  | 2008.  | Ролан Гарос                | Шљака   | Викторија Азаренка  | Катарина Среботник Ненад Зимоњић  | 6:2, 7:6(7:4)         |
| Победник  | 5.  | 2008.  | Вимблдон                   | Трава   | Саманта Стосур      | Катарина Среботник Мајк Брајан    | 7:5, 6:4              |
| Победник  | 6.  | 2009.  | Ролан Гарос (2)            | Шљака   | Лизел Хубер         | Ванја Кинг Марсело Мело           | 5:7, 7:6(7:5), [10:7] |
| Победник  | 7.  | 2010.  | Отворено првенство САД (4) | Тврда   | Лизел Хубер         | Квјета Пешке Ајсам-ул-Хак Куреши  | 6:4, 6:4              |

### Мајк Брајан

#### Парови: 2 (2:0)
| Исход    | Бр. | Година | Турнир                 | Подлога | Партнер | Противници               | Резултат                     |
| -------- | --- | ------ | ---------------------- | ------- | ------- | ------------------------ | ---------------------------- |
| Победник | 1.  | 2018.  | Вимблдон               | Трава   | Џек Сок | Равен Класен Мајкл Винус | 6:3, 6:7(7:9), 6:3, 5:7, 7:5 |
| Победник | 2.  | 2018.  | Отворено првенство САД | Тврда   | Џек Сок | Лукаш Кубот Марсело Мело | 6:3, 6:1                     |

#### Мешовити парови: 6 (4:2)
| Исход     | Бр. | Година | Турнир                 | Подлога | Партнерка          | Противници                       | Резултат            |
| --------- | --- | ------ | ---------------------- | ------- | ------------------ | -------------------------------- | ------------------- |
| Финалиста | 1.  | 2001.  | Вимблдон               | Трава   | Лизел Хубер        | Данијела Хантухова Леош Фридл    | 6:4, 3:6, 2:6       |
| Победник  | 1.  | 2002.  | Отворено првенство САД | Тврда   | Лиса Рејмонд       | Катарина Среботник Боб Брајан    | 7:6(11:9), 7:6(7:1) |
| Победник  | 2.  | 2003.  | Ролан Гарос            | Шљака   | Лиса Рејмонд       | Јелена Лиховцева Махеш Бупати    | 6:3, 6:4            |
| Финалиста | 2.  | 2008.  | Вимблдон (2)           | Трава   | Катарина Среботник | Саманта Стосур Боб Брајан        | 5:7, 4:6            |
| Победник  | 3.  | 2012.  | Вимблдон               | Трава   | Лиса Рејмонд       | Јелена Веснина Леандер Паес      | 6:3, 5:7, 6:4       |
| Победник  | 4.  | 2015.  | Ролан Гарос (2)        | Шљака   | Бетани Матек Сандс | Луција Храдецка Марћин Матковски | 7:6(7:3), 6:1       |

## Финала завршног првенства сезоне

### Као дубл партнери

#### Парови: 6 (4:2)
| Исход     | Бр. | Година | Турнир  | Подлога   | Противници                     | Резултат                          |
| --------- | --- | ------ | ------- | --------- | ------------------------------ | --------------------------------- |
| Победници | 1.  | 2003.  | Хјустон | Тврда     | Микаел Љодра Фабрис Санторо    | 6:7(6:8), 6:3, 3:6, 7:6(7:3), 6:4 |
| Победници | 2.  | 2004.  | Хјустон | Тврда     | Вејн Блек Кевин Улијет         | 4:6, 7:5, 6:4, 6:2                |
| Финалисти | 1.  | 2008.  | Шангај  | Тврда (д) | Данијел Нестор Ненад Зимоњић   | 6:7(3:7), 2:6                     |
| Победници | 3.  | 2009.  | Лондон  | Тврда (д) | Макс Мирни Енди Рам            | 7:6(7:5), 6:3                     |
| Финалисти | 2.  | 2013.  | Лондон  | Тврда (д) | Давид Мареро Фернандо Вердаско | 5:7, 7:6(7:3), [7:10]             |
| Победници | 4.  | 2014.  | Лондон  | Тврда (д) | Иван Додиг Марсело Мело        | 6:7(5:7), 6:2, [10:7]             |

### Мајк Брајан

#### Парови: 1 (1:0)
| Исход     | Бр. | Година | Турнир | Подлога   | Партнер | Противници               | Резултат          |
| --------- | --- | ------ | ------ | --------- | ------- | ------------------------ | ----------------- |
| Победници | 1.  | 2018.  | Лондон | Тврда (д) | Џек Сок | Пјер-Иг Ербер Никола Маи | 5:7, 6:1, [13:11] |

## Мечеви за олимпијске медаље

### Као дубл партнери

#### Парови: 2 (2:0)
| Исход  | Година | Турнир                    | Подлога | Противници                    | Резултат      |
| ------ | ------ | ------------------------- | ------- | ----------------------------- | ------------- |
| Бронза | 2008.  | Олимпијске игре у Пекингу | Тврда   | Арно Клеман Микаел Љодра      | 3:6, 6:3, 6:4 |
| Злато  | 2012.  | Олимпијске игре у Лондону | Трава   | Микаел Љодра Жо-Вилфрид Цонга | 6:4, 7:6(7:2) |

### Мајк Брајан

#### Мешовити парови: 1 (1:0)
| Исход  | Година | Турнир                    | Подлога | Партнерка    | Противници                   | Резултат         |
| ------ | ------ | ------------------------- | ------- | ------------ | ---------------------------- | ---------------- |
| Бронза | 2012.  | Олимпијске игре у Лондону | Трава   | Лиса Рејмонд | Сабине Лисицки Кристофер Кас | 6:3, 4:6, [10:4] |

## Остала финала

### Тимска такмичења: 3 (1:2)
| Исход     | Бр. | Датум                  | Турнир                               | Подлога   | Партнери                         | Противници                                                    | Резултат | Извор  |
| --------- | --- | ---------------------- | ------------------------------------ | --------- | -------------------------------- | ------------------------------------------------------------- | -------- | ------ |
| Финалиста | 1.  | 3–5. децембар 2004.    | Дејвис куп, Севиља, Шпанија          | Шљака (д) | Енди Родик Марди Фиш             | Хуан Карлос Фереро Карлос Моја Рафаел Надал Томи Робредо      | 2:3      | [ 12 ] |
| Победник  | 1.  | 30. нов – 2. дец 2007. | Дејвис куп, Портланд, САД            | Тврда (д) | Енди Родик Џејмс Блејк           | Николај Давиденко Михаил Јужни Игор Андрејев Дмитриј Турсунов | 4:1      | [ 13 ] |
| Финалиста | 2.  | 22. мај 2010.          | Екипно првенство, Диселдорф, Немачка | Шљака     | Џон Изнер Сем Квери Роби Џинепри | Хуан Монако Орасио Зебаљос Едуардо Шванк Дијего Веронели      | 1:2      | [ 14 ] |

## Учинак на гренд слем турнирима у конкуренцији мушких парова
| Легенда | Легенда                                    | Легенда | Легенда                          |
| ------- | ------------------------------------------ | ------- | -------------------------------- |
| О/И     | однос освајања турнира и играња на турниру | Поб–пор | однос побједа и пораза           |
| НО      | турнир није одржан те године               | Н       | није учествовао на турниру       |
| КВ      | изгубио у квалификацијама                  | 1К      | изгубио у првом колу             |
| 2К      | изгубио у другом колу                      | 3К      | изгубио у трећем колу            |
| 4К      | изгубио у четвртом колу                    | ГФ      | изгубио у групној фази такмичења |
| ЧФ      | изгубио у четвртфиналу                     | ПФ      | изгубио у полуфиналу             |
| Ф       | изгубио у финалу                           | П       | освојио турнир                   |

| Година             | 1995. | 1996. | 1997. | 1998. | 1999. | 2000. | 2001. | 2002. | 2003. | 2004. | 2005. | 2006. | 2007. | 2008. | 2009. | 2010. | 2011. | 2012. | 2013. | 2014. | 2015. | 2016. | 2017. | 2018. | 2019. | 2020. | О/И     | Поб:пор | %   |
| ------------------ | ----- | ----- | ----- | ----- | ----- | ----- | ----- | ----- | ----- | ----- | ----- | ----- | ----- | ----- | ----- | ----- | ----- | ----- | ----- | ----- | ----- | ----- | ----- | ----- | ----- | ----- | ------- | ------- | --- |
| Гренд слем турнири |       |       |       |       |       |       |       |       |       |       |       |       |       |       |       |       |       |       |       |       |       |       |       |       |       |       |         |         |     |
| ОП Аустралије      | Н     | Н     | Н     | Н     | Н     | 1K    | 1K    | ЧФ    | 3K    | Ф     | Ф     | П     | П     | ЧФ    | П     | П     | П     | Ф     | П     | 3K    | 3K    | 3K    | Ф     | ПФ    | ЧФ    | 3K    | 6 / 21  | 77:15   | 84% |
| Ролан Гарос        | Н     | Н     | Н     | Н     | 2K    | 2K    | 2K    | ЧФ    | П     | ПФ    | Ф     | Ф     | ЧФ    | ЧФ    | ПФ    | 2K    | ПФ    | Ф     | П     | ЧФ    | Ф     | Ф     | 2K    | Н     | 3K    | Н     | 2 / 20  | 68:18   | 79% |
| Вимблдон           | Н     | Н     | Н     | Н     | 3K    | 1K    | ПФ    | ПФ    | ЧФ    | 3K    | Ф     | П     | Ф     | ПФ    | Ф     | ЧФ    | П     | ПФ    | П     | Ф     | ЧФ    | ЧФ    | 2K    | Н     | 3K    | НО    | 3 / 20  | 72:17   | 81% |
| ОП САД             | 1K    | 1K    | 1K    | 1K    | 1K    | ЧФ    | 2K    | ПФ    | Ф     | 3K    | П     | 3K    | ЧФ    | П     | ПФ    | П     | 1K    | П     | ПФ    | П     | 1K    | ЧФ    | ПФ    | Н     | 3K    | Н     | 5 / 24  | 67:19   | 78% |
| Поб:пор на г. с.   | 0:1   | 0:1   | 0:1   | 0:1   | 3:3   | 4:4   | 6:4   | 14:4  | 14:3  | 13:4  | 21:3  | 18:2  | 17:3  | 16:3  | 19:3  | 16:2  | 16:2  | 20:3  | 22:1  | 16:3  | 10:4  | 13:4  | 11:4  | 4:1   | 9:4   | 2:1   | 16 / 85 | 284:69  | 80% |